# Métro du Capitole des États-Unis
Le métro du Capitole des États-Unis (en anglais : United States Capitol Subway System) est un réseau de métro léger desservant le Capitole des États-Unis et ses environs. Il comporte trois lignes et six stations et effectue la connexion entre le Capitole et les édifices du Sénat et de la Chambre des représentants.

## Histoire

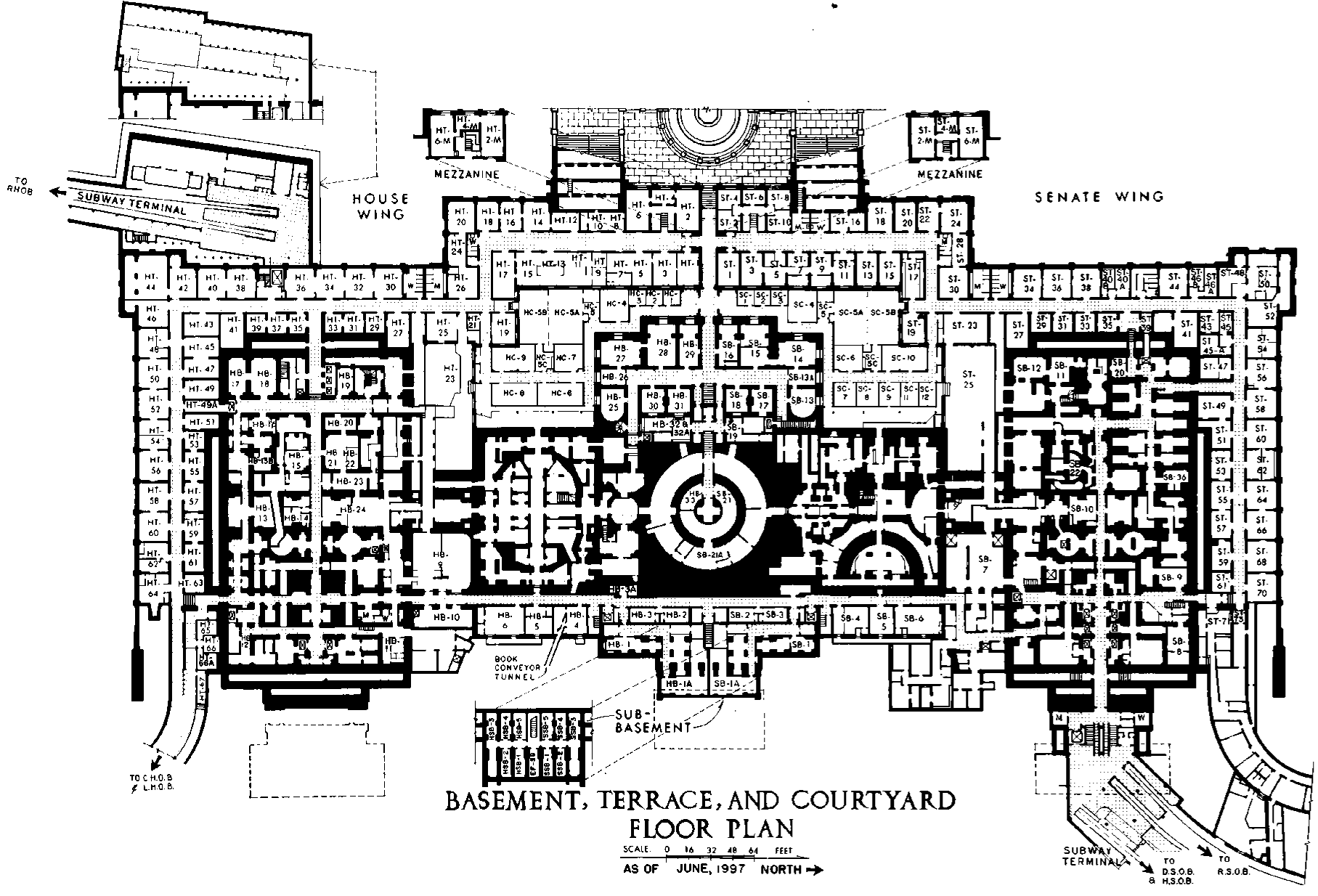
Les deux gares centrales (en haut à gauche, en bas à droite), sur un plan du Capitole de 1997.

Il est réservé à l'usage des membres et visiteurs accrédités du Congrès des États-Unis,,,. Il a pour objectif de leur faire gagner du temps sur leurs trajets et de leur éviter de passer par l'extérieur pour rejoindre les divers édifices de la Chambre des représentants et du Sénat dans le quartier. Les voies couvrent 1 km et chaque trajet entre les stations dure 90 secondes, permettant aux personnalités politiques de converser entre elles. À l'arrivée des trains dans les gares souterraines, les journalistes peuvent les aborder pour les interviewer.
Ouverte en 1909, la première ligne du métro relie le Capitole au Russell Senate Office Building (en). À l'origine, il s'agit d'automobiles électriques Studebaker. Trois années plus tard, un système monorail leur succède puis, en 1960, quatre petits trains électriques. En 1965, une nouvelle ligne est créée à destination du Rayburn House Office Building (bureaux de la Chambre des représentants) puis en 1982 vers le Hart Senate Office Building (en) (bureaux du Sénat), cette dernière étant remplacée par un train automatique en 1993.
En 1911, le président William Howard Taft suscite l'inquiétude de ses équipes, qui le perdent durant une heure ; en réalité, il était allé voir le métro du Capitole. En 1947, un ancien policier du Capitole, William Kaiser, tire sur le sénateur John Bricker, qui a juste le temps d'entrer dans un wagon et de crier au chauffeur de démarrer ; il ne sera pas touché. En 1950, la sénatrice Margaret Chase Smith monte à bord à côté de Joseph McCarthy, contre qui elle s'apprête à prononcer un discours hostile à sa chasse aux communistes et lui confie par avance : « Et vous n'allez pas beaucoup apprécier ». Le parlementaire Mike DeWine interdisait à ses employés de l'emprunter, considérant qu'il s'agissait d'un gaspillage financier. De nos jours, afin de garder leur forme, un certain nombre de parlementaires cesse de circuler à bord du métro, préférant marcher à côté.
Plusieurs figures de la vie politique américaine l'ont utilisé (Ronald Reagan, Barack Obama ou John McCain), de même que des personnalités invitées au Capitole (Richard Gere, Chuck Norris, Denzel Washington, Bono ou encore Lin-Manuel Miranda).

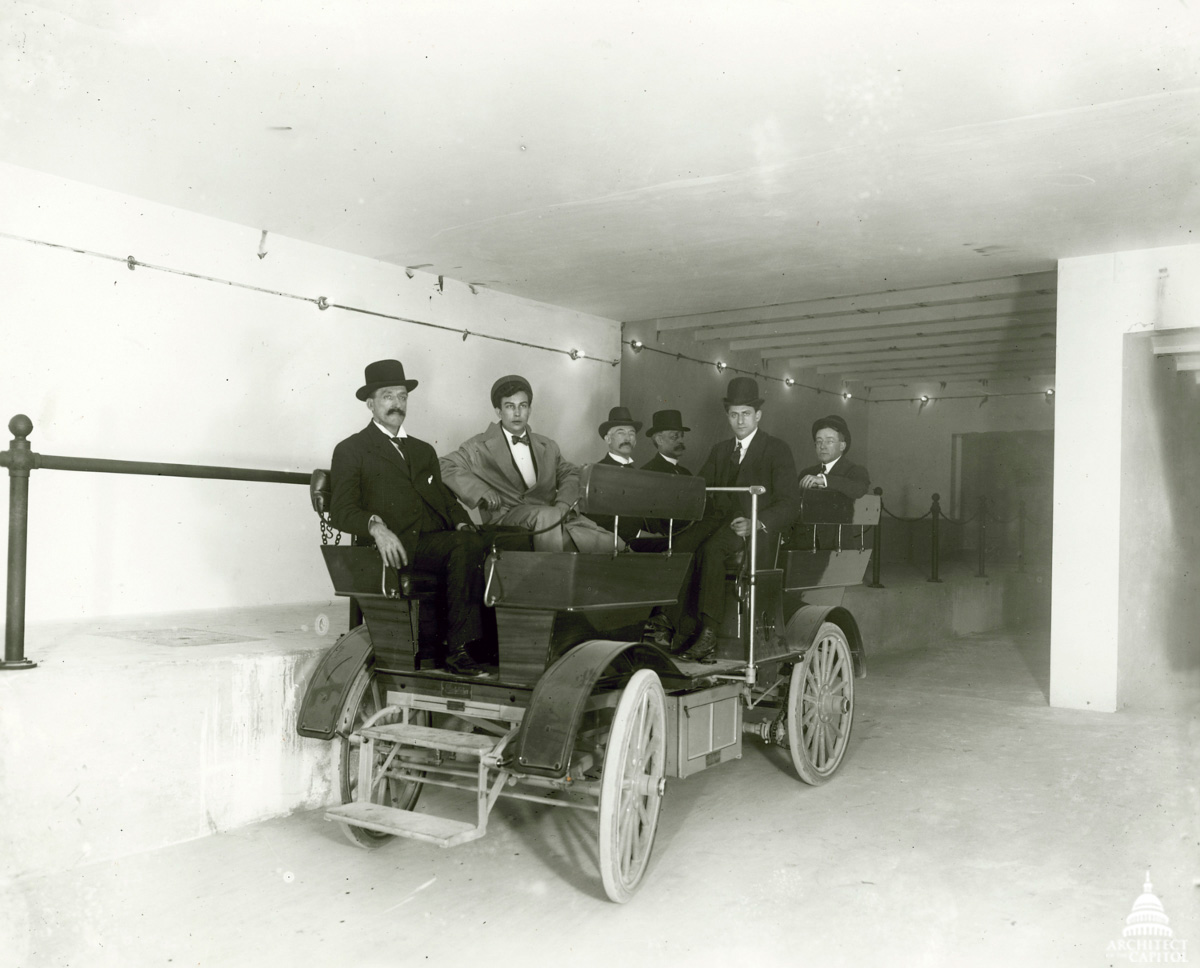
Une voiture Studebaker en 1909.
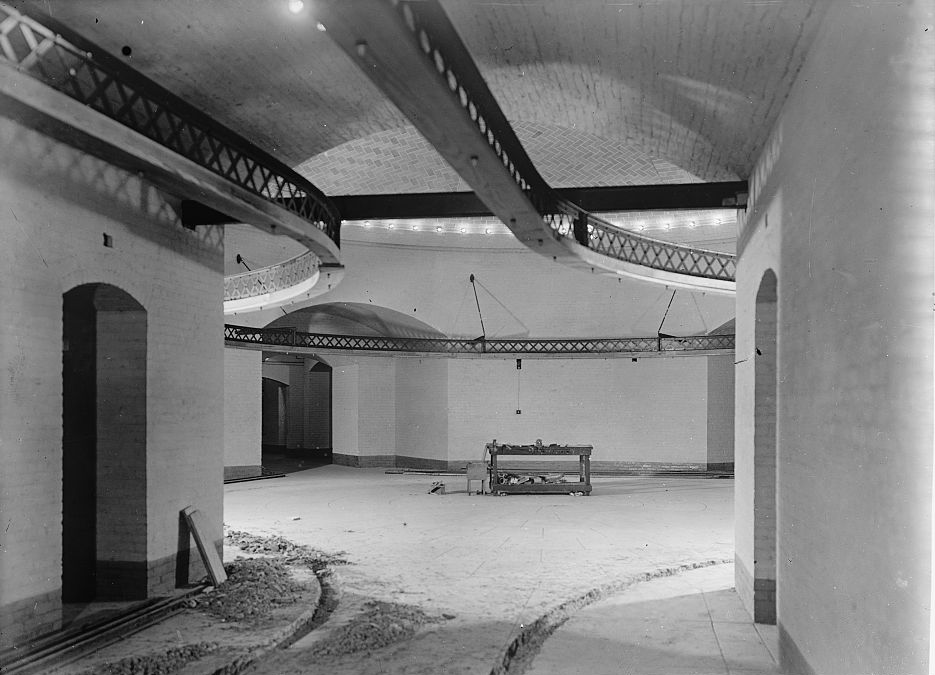
Installation des rails en 1912.
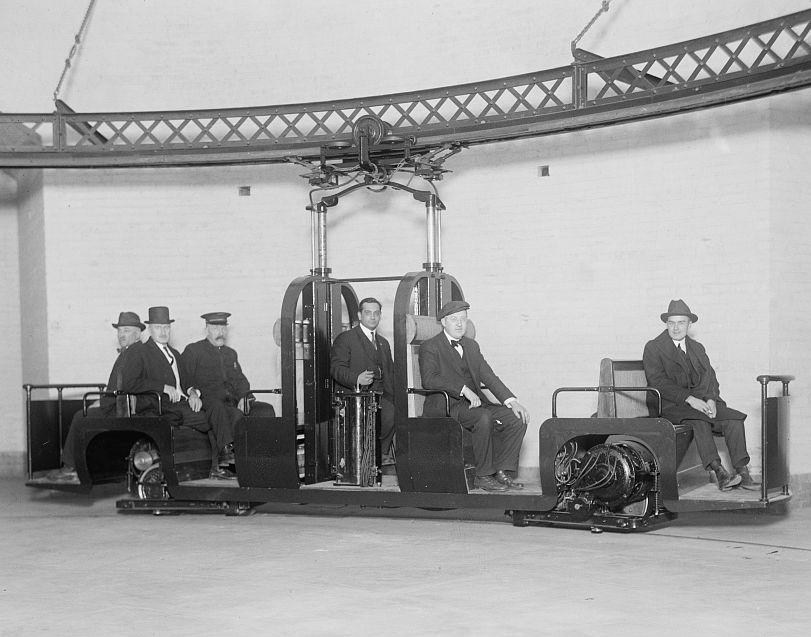
Une voiture sur rails en 1912.
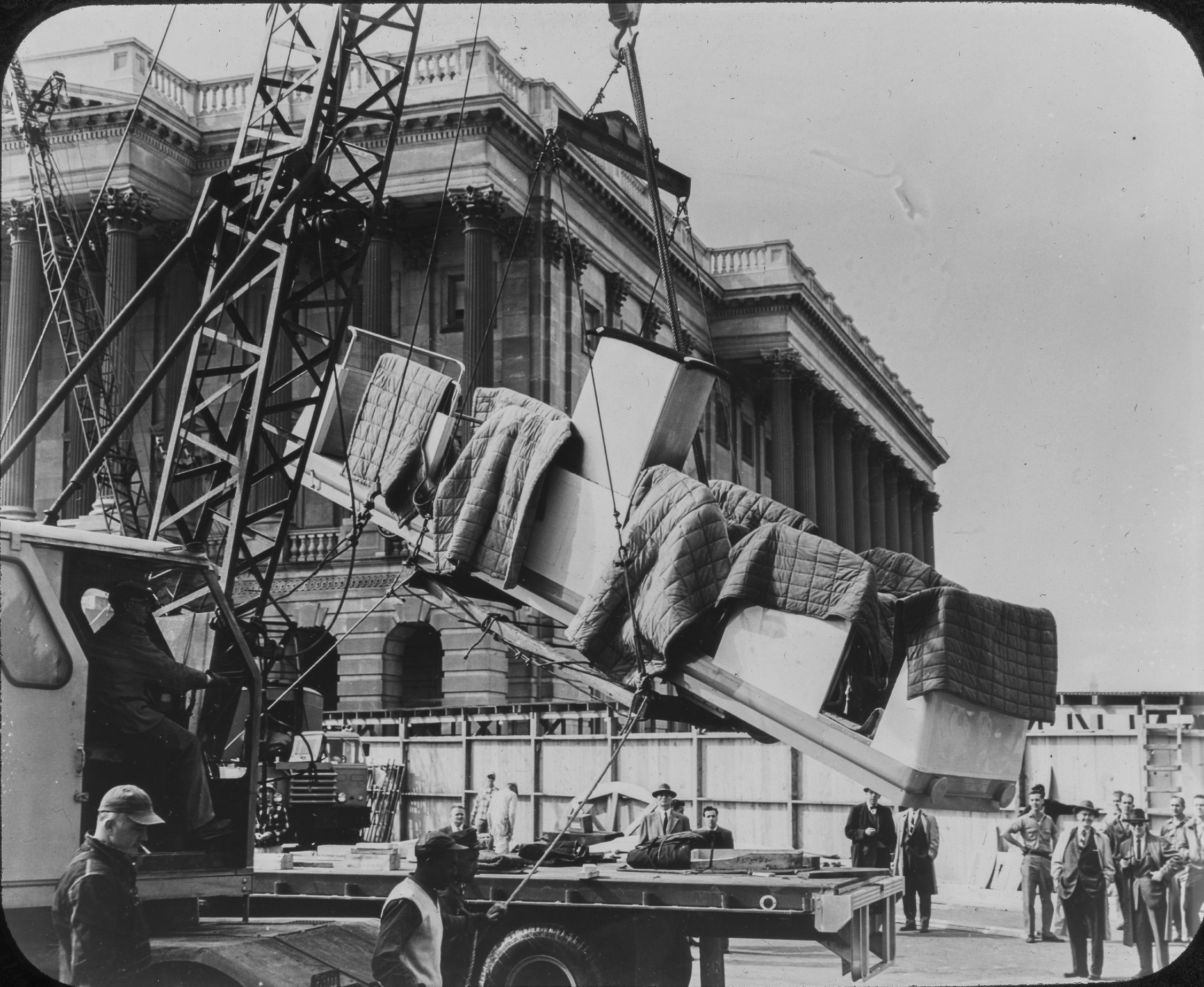
Installation des nouvelles voitures vers 1960.
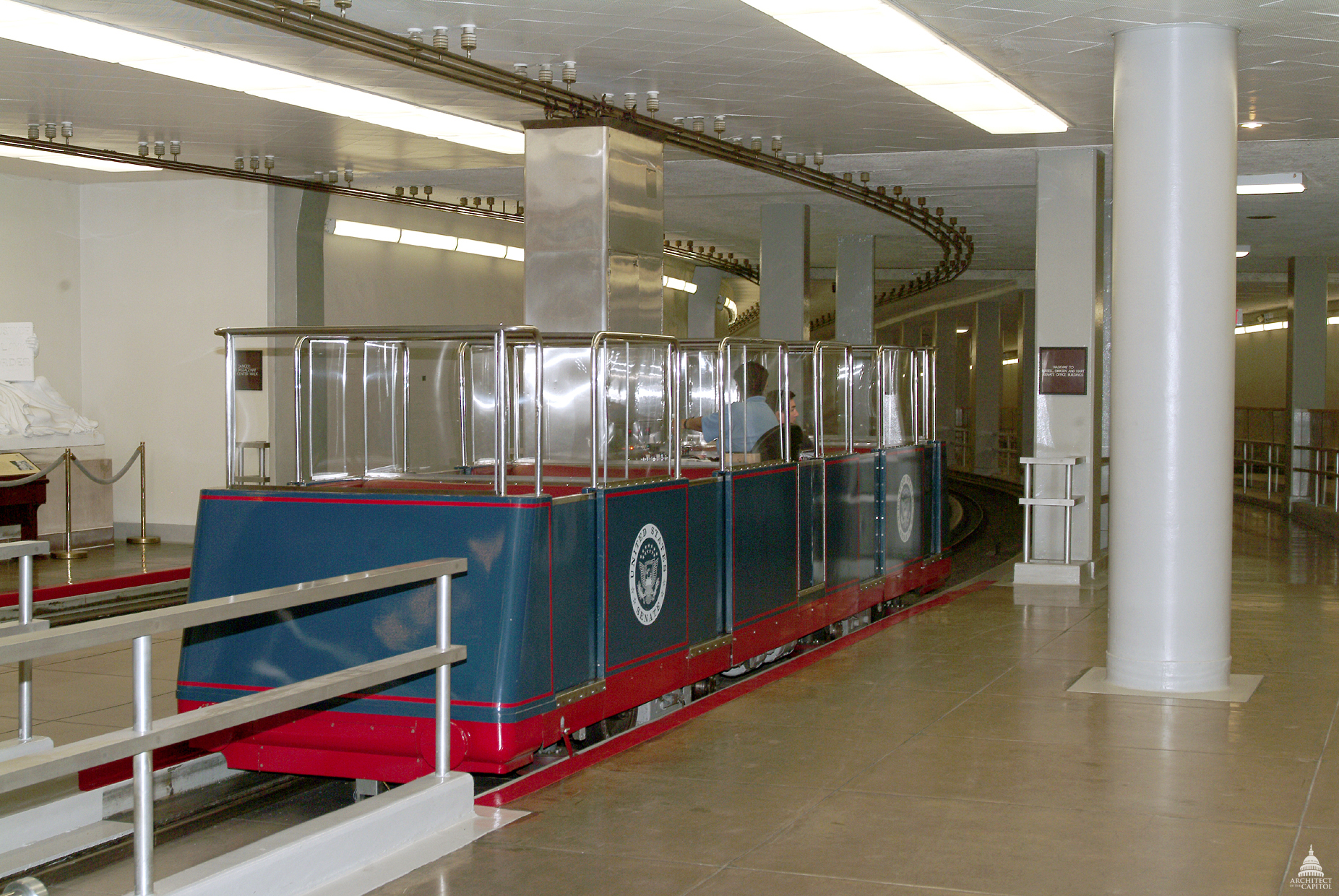
Une voiture en 2003.
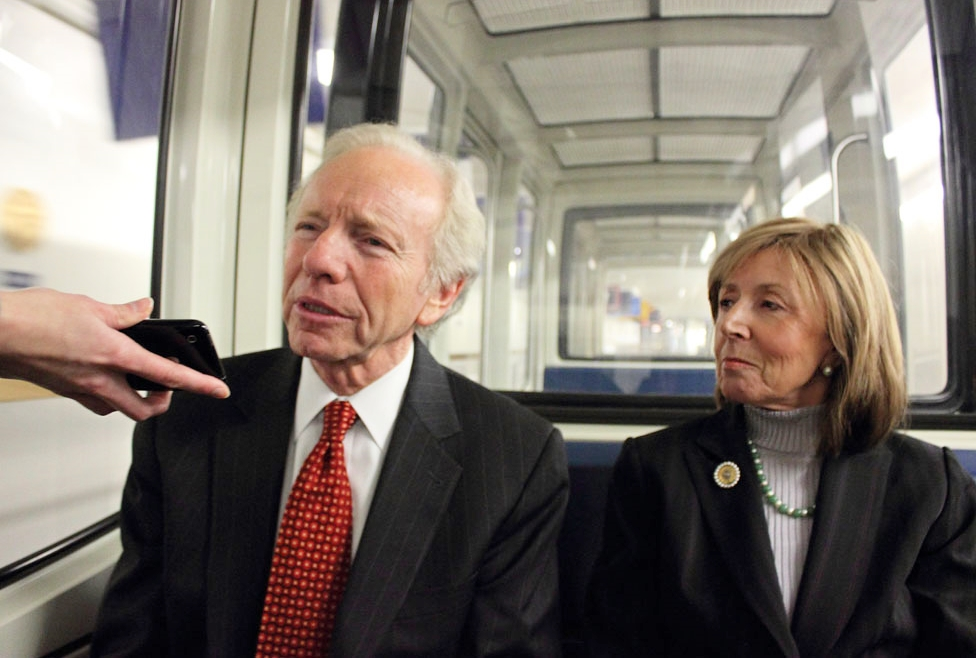
Le sénateur Joseph Lieberman et son épouse Hadassah à bord en 2011.